# Formación Farellones
La formación Farellones es una formación geológica de la edad del Mioceno, en los Andes Centrales de Chile, compuesta casi en su totalidad de rocas volcánicas y volcaniclásticas. En algunos lugares alcanza espesores superiores a los 3000 metros (9800 pies). Se superpone a la formación Abanico a través de una discordancia diacrónica, entre los 32–35° de latitud sur. La delimitación entre ambas formaciones ha sido objeto de diferentes interpretaciones desde la década de 1960.
Se dice que la mejor exposición de la formación se encuentra en la estación de esquí de Farellones, al este de la ciudad de Santiago, de la cual toma su nombre. Desde la latitud de Santiago hasta Rancagua, la base de la formación se hace progresivamente más joven y aflora de manera más escasa. En dichas latitudes, la formación ha sido deformada por una inversión tectónica diacrónica que produjo fallas inversas y destruyó la cuenca sedimentaria extensional donde se depositaron las rocas y contribuyeron al levantamiento de los Andes en el Mioceno tardío.
Rivano y colaboradores definen dos subunidades de la formación: un miembro inferior compuesto por ignimbrita riolítica bastante meteorizada y toba, y un miembro superior compuesto por lavas de composición basáltica y andesítica. Las rocas volcánicas de la Formación Farellones tienen en su mayoría un carácter calcoalcalino que contrasta con la Formación Abanico, en su mayoría tirolítica.
Jorge Muñoz Cristi fue en 1957 el primero en definir las rocas de Farellones como una unidad distinta y no como una facies como se pensaba anteriormente. Posteriormente, Carlos Klohn estableció la unidad Farellones propiamente como una formación en 1960.